# Красная Знаменка
Красная Знаменка — поселок в Суражском районе Брянской области в составе Дубровского сельского поселения.

## География
Находится в северо-западной части Брянской области на расстоянии приблизительно 17 км на север-северо-восток по прямой от районного центра города Сураж.

## История
Упоминался с 1920-х годов. 
На карте 1941 года отмечен как поселок с 8 дворами.
До 2005 в Слищенском сельсовете (в 1954-1974 в Далисичском сельсовете).

## Население
60 человек (1926), 17 человек (2002), 8 человек (2010).
Будет упразднен как фактически не существующий в связи с переселением всех жителей на постоянное место жительства в другие населённые пункты.